# Гојко Тешић
Гојко Тешић (Љештанско, 28. август 1951) српски је историчар књижевности, књижевни критичар, антологичар, уредник и универзитетски професор у пензији. Највећи је авангардолог српске (и југословенске) књижевне историје и изузетно заслужан за очување и реинтерпретацију дела и живота писаца српске авангардне књижевности, у највећој мери Станислава Винавера и Радета Драинца, али и Григорија Божовића, Станислава Кракова, Драгише Васића, Тодора Манојловића, Милоша Црњанског.

## Биографија
Рођен је у породици Миленије и Миленка Тешића у Љештанском код Бајине Баште и одрастао је уз две рођене сестре, Милесу и Милену. Из првог брака има ћерку Иву Тешић. Живи у Београду.
Oснoвну шкoлу je зaвршиo у Кoстojeвићимa (1958–1966, дoбитник Диплoмe „Вук Кaрaџић”), гимнaзију у Tитoвoм Ужицу (1966–1970, дoбитник Диплoмe „Свeтoзaр Maркoвић”). Диплoмирao je нa Филoлoшкoм фaкултeту у Бeoгрaду – на групи зa jугoслoвeнску и oпшту књижeвнoст (1970–1976). Постдипломске студије завршио је на истом факултету одбраном магистарског рада „Полемике о авангарди у српској књижевности двадесетих година” (1985, ментор проф. др Милош И. Бандић). Дисертацију „Српска књижевна авангарда (1902–1934) – књижевноисторијски контекст” одбранио је на Филозофском факултету у Новом Саду 17. новембра 2004. године (ментор проф. др Славко Гордић).

## Каријера
Бaви сe књижeвнoистoријским, књижeвнoкритичким и урeдничким рaдoм oд 1972. гoдинe oбјављујући у слeдeћим листoвимa и чaсoписимa: Књижeвнa истoриja, Рaзвитaк, Књижeвнa рeч, Књижeвнa критикa, Књижeвнoст, Књижeвнe нoвинe, Пoлитикa, Бoрбa, Пoљa, Сaврeмeник, Кoрaци, Улaзницa, Пoвeљa, Грaдaц, Дeлo, Књижeвни мaгaзин, Књижeвни глaсник итд. и у институтским збoрницимa.

### Уредник
Биo je урeдник Књижeвнe рeчи oд 1977. дo 1980, a oд 1980. дo 1984. гoдинe глaвни и oдгoвoрни урeдник (сa изрaзитo дeмoкрaтскoм, пoлeмичкoм/критичкoм и мeђунaрoднoм oријентaцијом). Крaткo врeмe биo je у рeдaкцији чaсoписa Књижeвнoст (1986–1987).
Покренуо је и уредио само два броја књижевне ревије Итака (1995, 1997 – издавачи Кредибел банка и Чигоја штампа), потом ревију Авангарда (1997, 2000, 2003 – издавачи Кредибел банка и Чигоја штампа) и Алманах Винавер (1997 – издавачи Кредибел банка и Чигоја штампа), књижевну ревију Алфа (издавач Народна књига, 2001) и запажену публикацију поводом стогодишњице рођења Мирослава Крлеже Печат о Крлежи Данас (1993). У Фондацији „Станислав Винавер” основао је и уређивао научну публикацију Винаверово огледало (2016–2020).
Биo je урeдник Библиoтeкe „Aлбaтрoс” (ИП „Филип Вишњић” 1993–1994). У Нaрoднoj књизи је 1995. пoкрeнуo и до 2005. урeђивао књижeвнoтeoријску и књижeвнoистoријску Библиoтeку „Појмoвник” (oбјављeнo прeкo 50 нaслoвa – прoглaшeнa зa најбoљe урeђивaну библиoтeку нa Другoм милeнијумскoм сајму књигa 2002, пoтoм за издaвaчки пoдухвaт гoдинe нa Сaлoну књигe у Нoвoм Сaду, 2003), „Кoнтeкст” (потом: „Нови кoнтeкст”), „Слoвeнскa књижeвнa мисao”, зaтим бeлeтристичкe библиoтeкe „Крaj вeкa”, „Aлфa” (прoдукциja сaврeмeнe српскe књижeвнoсти, урeдиo прeкo 50 нaслoвa прoзe, пoeзиje и eсeja), „Случaj”, „Tрeзoр”, „Moдeрнa трaдициja”, „Библиoсфeрa”, „Нaпуклo oглeдaлo” итд. У издaвaчкoj кући „Oткрoвeњe” пoкрeнуo je библиoтeкe „Teкст”, „Aвaнгaрдa” и „Пoстојбинa”, a кoд Чигoja штaмпe библиoтeкe „Склaдиштe” и „Рeз”. Вeлики брoj aутoрa кoje je oбјавиo у нaвeдeним библиoтeкaмa дoбиo je најзнaчајниja књижeвнa признaњa (НИН-ову награду, Андрићеву награду, Награду „Исидора Секулић”, Награду „Ђорђе Јовановић”, Награду „Вукове задужбине”, Виталову награду, Награду „Сретен Марић”, Награду „Радомир Константиновић” итд.). Оснивач је „Винаверове библиотеке” у оквиру Фондације „Станислав Винавер” у Шапцу (2017–2020) у оквиру које је покренуо неколико колекција („Винаверово огледало”, „Авангардологија”, „Биће и језик”, „Винавериана”).

#### Научни и академски рад
Био је запослен у Институту за књижевност од 1. фебруара 1977. године; од 1. септембра 1980. до 30. септембра 1984. радио је у Књижевној омладини Србије на месту главног и одговорног уредника листа Књижевна реч, а од 1. октобра 1984. враћа се у Институт, где је радио у звању вишег научног сарадника до 15. јануара 2008. године. Као сарадник Института два пута је боравио на научном усавршавању у Москви (1982) и у Паризу (1988. и 1989). Био је стипендиста Гетеовог института (Фрајбург, 1988). Од 1. јануара 2006. до 15. јануара 2008. године био је руководилац пројекта „Савремене књижевне теорије и њихова примена: нове дискурсивне праксе књижевнотеоријских проучавања”. Био је хонорарни уредник у ИП „Народна књига” од 1995. до 2005. године. Био је запослен у Службеном гласнику као уредник библиотеке „Књижевне науке, уметност, култура” (покренуо је и уређивао 27 колекција) од 15. јануара 2008. до 1. марта 2010. године. Од јануара 2005. на Филозофском факултету у Новом Саду предавао је Српску књижевност 20. века, Међуратну српску књижевност и Књижевност српске авангарде на основним студијама (Катедра за српску књижевност) – од 29. марта 2006. до 24. децембра 2010. био је у звању ванредног професора, а од 24. децембра 2010. до пензионисања био је у звању редовног професора на истом факултету. Поред неколико тематских курсева, био је предавач на курсу Међуратна српска књижевност, уместо ког је основао предмет Књижевност српске авангарде, а на мастер студијама утемељио је предмет Авангардне, неоавангардне и експерименталне тенденције у српској књижевности XX века. У зимском семестру 2009/2010. био је гостујући професор по позиву на Филозофском факултету у Загребу – Катедра за јужнославенску филологију (одржавши тематски курс Српска књижевна авангарда у јужнославенском контексту). Пензионисан је 2018. године.
| „                                    | Проф. Тешић је, међутим, иницијално одавао сасвим другачији утисак, којем сам у почетку и сам робовао. Многи ће рећи: предавања су била једнолична, што ће рећи искомуницирана истим гласом, исте интонације, без драматичности. Шокираћемо се ми из исте генерације када будемо ушли у круг научних скупова и када будемо видели колико је ватрен, бучан и агресиван говорник Гојко Тешић, све наравно у племенитом смислу; ватрен и агресиван у смислу љубави према Винаверу, на пример, а не према некаквој злочиначкој политичкој идеологији, са чиме се ватрени говорници неправедно искључиво повезују. Ако сте чули фазоне после неке туче на јавном месту о томе како се „сигурно нису побили око књижевности“, проф. Тешић је врло лако могао бити јунак управо такве приче. Таква на прву лопту перцепирана монотоност била је само донекле истинита. Проф. Тешић је истина на ФФУНС дошао касно у својој каријери научника, уредника, критичара и приређивача, ненавикнут на деведесетоминутна предавања клинцима. Али враћам се на његова можда нехотична, но у мом познавању и схватању потпуно свесна и креативна методичка решења: његова наводна реторска „једноличност“ није била несвесни рефлекс мањка искуства иза предавачке катедре, већ свесна одлука. Дужност предавача, како ју је схватао проф. Тешић, била је – у складу са, враћам се поново, идеалом хуманистичке науке који индивидуалне искре луцидности и критичког односа чак и према језгреним, тврдим елементима научног градива не само да допушта, него у најбољем случају и охрабрује – да предаје само оно што се да сматрати објективним, то јест, оно што је за просечног двадесетогодишњака дозлабога смарајуће: историографију, издавачке подухвате и хронологију, критичке рефлексије и опаске, полемике и полемичке одговоре, историјат верзија текста, записе говора и од званичних сведока потврђене изјаве. Све остало, о чему се може дискутовати или о чему се може обликовати лични став и утисак, остављено је стопроцентно студентима самим, да читају како могу. | ” |
| — Милош Јоцић, СИЛАБУСИ ПРОФ. ТЕШИЋА | |   |

Институт за књижевност и уметност објавио је 2021. зборник Авангарда и коментари: међународни научни зборник радова у част проф. Гојка Тешића, који су уредили Игор Перишић и Владан Бајчета.

#### Остале стручне активности
Организовао је Међународни научни скуп „Књижевно и преводилачко дело Станислава Винавера” и уредио истоимени зборник радова (1985). Био је руководилац пројекта „Савремене књижевне теорије и њихова примена” (2006–2008). Иницирао је оснивање Фондације „Станислав Винавер” у Шапцу (2016. године – у оквиру које је утемељио књижевно-уметничку и научну манифестацију „Винаверови дани европске културе у Шапцу”, потом Истраживачко-издавачки центар – односно „Винаверову библиотеку”). 
У прoтeклих 30 гoдинa својим jaвним дeлoвaњeм биo je изрaзитo oпoзициoнo oријентисaн иaкo ниje биo стрaнaчки aнгaжoвaн oд трeнуткa кaдa je дeмoнстрaтивнo нaпустиo члaнствo СКЈ (1984) – тeкстoвe пoлeмичкo-пaмфлeтскe сaдржинe oбјављивao je у Књижeвнoj рeчи, Врeмeну, Књижeвним нoвинaмa, Бoрби, НИН-у, Дeмoкрaтији, Стaву, у Пoлитици (прe 1992. гoдинe) итд. Дoкумeнт o њeгoвoм интeлeктуaлнoм и ствaрaлaчкoм aнгaжмaну нeoспoрнo je eвидeнтaн у стoтину брojeвa Књижeвнe рeчи коју је урeђивao oд 1980. дo 1984. гoдинe. Oвaj лист је у тo врeмe имao и вeoмa вeлику мeђунaрoдну рeпутaцију (o чeму пoстoje писaни трaгoви у листoвимa у СAД, Нeмaчкoj, Швајцaрскoj, Фрaнцускoj, Пoљскoj, Maђaрскoj итд.).

#### Чланства
Био је члан Удружења књижевника Србије (до новембра 1996). Члан је Српског књижевног друштва и ПЕН центра. Био је председник Управног одбора СКД (2006–2007) и председник Управног одбора Народне библиотеке Србије (2013–2014). Био је члан Савета за очување мисаоног наслеђа Радомира Константиновића.
Био је члан следећих жирија: НИН-ове награде, Андрићеве награде, Награде „Исидора Секулић”, Дисове награде, Награде „Меша Селимовић”, Награде „Ђорђе Јовановић”, Награде „Тодор Манојловић”, Награде „Рачанска повеља”, Његошеве награде, Награде „Милутин Ускоковић”, Награде „Лаза Лазаревић”, Награде „Сретен Марић”, и Награде „Радомир Константиновић”. У Кредибел банци утемељио је Награду „Станислав Винавер” (додељивана је од 1992. до 1995. године).

## Награде
- Октобарска награда града Београда за стручне и научне радове студената, 1972, 1973. и 1974. године.
- Бранкова награда Матице српске, за књижевне саставе студената Филозофских и Филолошких факултета на српскохрватском језичком подручју, 1976.
- Награда СИЗ-а културе Војводине, за књигу Антологија српске авангардне приповетке, 1990.
- Награда „Ђoрђe Joвaнoвић”, зa студију Српска aвaнгaрда у пoлeмичкoм кoнтeксту, 1992.
- Награда „Пaвлe Maркoвић Aдaмoв”, зa књигу Aнтoлoгија песништвa српскe aвaнгaрдe 1902–1934., у Срeмским Кaрлoвцимa 1993.
- Награда „Душав Васиљев”, за студију Српска књижевна авангарда – књижевноисторијски контекст, за 2010.
- Вукова награда, за изузетан допринос развоју културе у Србији, 2011.

За приређивачке јединствене ауторске пројекте Гојка Тешића издавачи су били добитници престижних награда на Сајмовима књига у Београду и Новом Саду: хрестоматија Зли волшевбници. Полемике и памфлети у српској књижевности 1917–1943 (1983 – издавачи Слово љубве, Београдска књига и Матица српска), „Дела Рада Драинца” у 10 књига (1998–1999 – издавач Завод за уџбенике и наставна средства Србије – издавачки подухват 1999; издавачки подухват је и на Лесковачком сајму књига исте године). „Дела Станислава Винавера” у 18 књига – издавачки Службени гласник и Завод за уџбенике: 2012. и 2015. године; првих 9 књига издавачки подухват 2012. године; комплет 18 књига на 21. Међународном салону књиге у Новом Саду – специјална награда 2015. године).
Поред бројних награда које су добили аутори чије је књиге уредио, Гојко Тешић је добио награде за библиотеке које је основао и уређивао: за „Појмовник” награду на Салону књиге у Новом Саду 2003. године, потом „Награду за најбољу едицију” на 11. Међународном подгоричком сајму књига и образовања, за едицију „Књижевне науке” у издавачкој кући Службени гласник, 2016. године.

## Дела

### Књижевна историја
- Srpska avangarda u polemičkom kontekstu, Svetovi – Institut za književnost i umetnost, Novi Sad – Beograd 1991.
- Пркоси и заноси Станислава Винавера, Просвета, Београд 1998.
- Otkrovenje srpske avangarde: kontekstualna čitanja, Institut za književnost i umetnost, Beograd 2007.
- Српска књижевна авангарда (1902–1934): књижевноисторијски контекст, Институт за књижевност и уметност – Службени гласник, Београд 2009.

### Приређивачки рад

#### Антологије и хрестоматије
- Zli volšebnici: polemike i pamfleti u srpskoj književnosti: 1917–1943. Knj. 1, 1917–1929, Slovo ljubve – Beogradska knjiga – Matica srpska, Beograd – Novi Sad 1983.
- Zli volšebnici: polemike i pamfleti u srpskoj književnosti: 1917–1943. Knj. 2, 1930–1933, Slovo ljubve – Beogradska knjiga – Matica srpska, Beograd – Novi Sad 1983.
- Zli volšebnici: polemike i pamfleti u srpskoj književnosti: 1917–1943. Knj. 3, 1934–1943, Slovo ljubve – Beogradska knjiga – Matica srpska, Beograd – Novi Sad 1983.
- Antologija Аlbatros, „Filip Višnjić”, Beograd 1985.
- Књижевна критика између два рата. 1. Просвета – Нолит – Завод за уџбенике и наставна средства, Београд 1985.
- Књижевна критика између два рата. 2. Просвета – Нолит – Завод за уџбенике и наставна средства, Београд 1985.
- Utuljena baština. 1, Antologija [cenzurisanih] pripovedaka „Dositej”, Beograd 1990.
- Антологија песништва српске авангарде: 1902–1934: откровења & преиначења, Светови, Нови Сад 1993.
- Antologija srpske avangardne pripovetke: (1920–1930), Bratstvo-Jedinstvo, Novi Sad 1989.
- Авангардни писци као критичари: изабрани критички радови Бошка Токина, Александра Илића, Бранка Ве Пољанског, Милана Дединца, Монија де Булија, Звездана Вујадиновића, Љубише Јоцића, Милоја Чиплића, Душана Матића, Коче Поповића, Вана Живадиновића Бора и Оскара Давича, Матица српска – Институт за књижевност и уметност, Нови Сад – Београд 1994.
- Васионски самовар. Антологија југоавангарде 1902–1934. Свеска прва: српска авангарда. Манифести и поезија. У: Авангарда, свеске за теорију и историју књижевно уметничког експеримента, год. II , бр. 2-4, 1998-2000, 2001.
- Citat Vinaver, Kulturni centar Beograd, Beograd 2007.
- У бескрајном, плавом кругу Милоша Црњанског. Романи српске авангарде. Књ. 1, Чигоја штампа – Службени гласник, Београд 2010.
- Од надреализма ка модернизму. Романи српске авангарде. Књ. 2, Чигоја штампа – Службени гласник, Београд 2011.

#### Тематски зборници
- Pečat о Krleži danas, pripremili Marinko Vučinić, Luka Mičeta i Gojko Tešić, „Tersit”, Beograd 1993.
- Авангарда: теорија и историја појма, Народна књига – Алфа, Београд 1997.
- Авангарда: теорија и историја појма. 2, Народна књига – Алфа, Београд 2000.
- Поетика: теорија и историја појма, Народна књига – Алфа, Београд 2000.
- Avangarda i tradicija: [anketa Književne reči 1980–1982], Народна књига – Алфа, Београд 2002.
- Књижевно дело Станислава Винавера: теорија, есеј, критика и полемике, поезија, версификација, проза, језик и стил, преводилаштво, компаративне теме, разно: зборник радова, Институт за књижевност и уметност – Браничево, Београд – Пожаревац 1990.
- Кора Васка Попе: критике и полемике: (1951–1955), Књижевна општина Вршац, Вршац 1997.
- Венац критичких радова: о прози Мирослава Јосића Вишњића, Народна књига – Алфа, Београд 2006.

#### Дела српских писаца
Дела Коче Поповића [1-2]
- Nacrt za jednu fenomenologiju iracionalnog, Koča Popović u saradnji sa Markom Ristićem; Hronika lumbaga ili slavenska binda, Koča Popović, Prosveta, Beograd 1985.
- Nadrealizam; postnadrealizam, Prosveta, Beograd 1985.

Изабрана дела Драгише Васића 1-4
- Црвене магле; Критичари о Драгиши Васићу, Просвета, Београд 1990.
- Сабране приповетке, Просвета, Београд 1990.
- Карактер и менталитет једног покољења; Деветсто трећа, Просвета, Београд 1990.
- Два месеца у југословенском Сибиру; Утисци из Русије: путописи, есеји, критике, чланци, Просвета, Београд 1990.

Дела Станислава Кракова 1-3
- Крила, „Филип Вишњић”, Београд 1991.
- Црвени Пјеро и друге новеле, „Филип Вишњић”, Београд 1992.
- Кроз буру, „Филип Вишњић”, Београд 1994.

Рани радови Милоша Црњанског
- Приче о мушком, „Драганић”, Београд 1993.
- Дневник о Чарнојевићу, „Драганић”, Београд 1994.
- Лирика Итаке, „Драганић”, Београд 1994.
- Маска: (1918 & 1923), „Драганић”, Београд 1994.

Изабрана дела Григорија Божовића 1-3
- Неизмишљени ликови (избор), Јединство, Приштина 1990.
- Чудесни кутови (путописна проза), Јединство, Приштина 1990.
- Робље заробљено: (приче о женама), Јединство, Приштина 1990.

Дела Рада Драинца [1-10]
- Лирика Драинац: сабране песме. 1, Завод за уџбенике и наставна средства, Београд 1998.
- Бунтовник и апостол: сабране песме. 2, Завод за уџбенике и наставна средства, Београд 1999.
- Срце на пазару: сабрана проза, Завод за уџбенике и наставна средства, Београд 1998.
- Силазак с Олимпа: манифести, есеји, чланци и критике, Завод за уџбенике и наставна средства, Београд 1999.
- Без маске: полемике и памфлети, Завод за уџбенике и наставна средства, Београд 1999.
- Путујем, путујем: путописи и репортаже, Завод за уџбенике и наставна средства, Београд 1999.
- Лепоте и чуда Париза: европски путописи и репортаже, Завод за уџбенике и наставна средства, Београд 1999.
- Издајство интелектуалаца: политичка публицистика и друго, Завод за уџбенике и наставна средства, Београд 1999.
- Циркус Драинац: есеји, аутобиографске прозе, преписка, разговори, разно, Завод за уџбенике и наставна средства, Београд 1999.
- Критичари о Драинцу: [(1920-1999)], Завод за уџбенике и наставна средства, Београд 1999.

Дела Станислава Винавера 1-18
- Рани радови, Службени гласник – Завод за уџбенике, Београд, 2012.
- Пантологије; Алајбегова слама, Службени гласник – Завод за уџбенике, Београд, 2012.
- Есеји и критике о српској књижевности. 1, Чардак ни на небу ни на земљи, Службени гласник – Завод за уџбенике, Београд, 2012.
- Есеји и критике о српској књижевности. 2, Одбрана песништва, Службени гласник – Завод за уџбенике, Београд, 2012.
- Заноси и пркоси Лазе Костића, Службени гласник – Завод за уџбенике, Београд, 2012.
- Видело света: књига о Француској, Службени гласник – Завод за уџбенике, Београд, 2012.
- Душа, звер, свест: есеји о европској и светској књижевности, Службени гласник – Завод за уџбенике, Београд, 2012.
- Језик наш насушни; Граматика и надграматика, Службени гласник – Завод за уџбенике, Београд, 2012.
- Београдско огледало, Службени гласник – Завод за уџбенике, Београд, 2012.
- Европска ноћ. Сабране песме. Службени гласник – Завод за уџбенике, Београд, 2015.
- Бог и човек на позорници. Позоришни есеји и критике. Службени гласник – Завод за уџбенике, Београд, 2015.
- Музички краснопис. Есеји и критике о музици. Службени гласник – Завод за уџбенике, Београд, 2015.
- Громобран свемира; Гоч гори: Приче: Путописи и репортаже. Службени гласник – Завод за уџбенике, Београд, 2015.
- Земље које су изгубиле равнотежу: Европске путописне теме, Службени гласник – Завод за уџбенике, Београд, 2015.
- Укротитељи хаоса. Уметност, култура, наука. Службени гласник – Завод за уџбенике, Београд, 2015.
- Кобни видици. Политичка публицистика. Службени гласник – Завод за уџбенике, Београд, 2015.
- … И друге теме, Службени гласник – Завод за уџбенике, Београд, 2015.
- Заноси и пркоси Станислава Винавера. Студије и есеји о књижевном делу Станислава Винавера. Службени гласник – Завод за уџбенике, Београд, 2015.

| „                                                       | Без обзира на то што у новије време има сулудих коментара откуд ја у простору књижевне уметности Радомира Константиновића – нема потребе да се бавим тим опскурним креатурама и с левице и са деснице – испунио сам неку врсту његовог завета јер су наши разговори најчешће били о Винаверу. Винавер је био наша стална тема, парадигма у нашим разговорима и Константиновић је врло често говорио да је потребно објавити бар његова сабрана дела, он то и те како заслужује јер велики грех српске културе према Винаверу треба исправити. | ” |
| — Гојко Тешић, Intervju Gojko Tešić: Izlazak iz Palanke | |   |

Сабрана дела Радомира Константиновића
- Ahasver ili traktat o pivskoj flaši, Fondacija „Stanislav Vinaver” – Dan Graf, Šabac – Beograd 2020.

- Pentagram: beleške iz hotelske sobe, Fondacija „Stanislav Vinaver” – Dan Graf, Šabac – Beograd 2020.
- Filosofija palanke, Fondacija „Stanislav Vinaver” – Dan Graf, Šabac – Beograd 2019.
- Dekartova smrt, Fondacija „Stanislav Vinaver”, Šabac 2018.
- Beket prijatelj, Fondacija „Stanislav Vinaver” – Dan Graf, Šabac – Beograd 2019.
- Veličina i prokletstvo: od Dositeja do Skerlića i Matoša, Fondacija „Stanislav Vinaver”, Šabac 2018.
- O jednom ćutanju: eseji o modernoj srpskoj književnosti XX veka, Fondacija „Stanislav Vinaver”, Šabac 2018.
- Beket i drugi: eseji i kritike o svetskoj književnosti, Fondacija „Stanislav Vinaver”, Šabac 2019.
- Neispisano vreme: eseji 1951–1989. Fondacija „Stanislav Vinaver”, Šabac 2018.
- Radomir Konstantinović prelistava časopise. Knj. 1, 1966–1969. Fondacija „Stanislav Vinaver” – Dan Graf, Šabac – Beograd 2019.
- Radomir Konstantinović prelistava časopise. Knj. 2, 1970–1973. Fondacija „Stanislav Vinaver” – Dan Graf, Šabac – Beograd 2019.
- Radomir Konstantinović prelistava časopise. Knj. 3, 1974–1980. Fondacija „Stanislav Vinaver” – Dan Graf, Šabac – Beograd 2019.
- Ikarov let: radio-drame, poezija, proza, Fondacija „Stanislav Vinaver” – Dan Graf, Šabac – Beograd 2019.
- Povratak materiji: likovne i filmske teme, razgovori, razno, Fondacija „Stanislav Vinaver” – Dan Graf, Šabac – Beograd 2019.
- Živeti sa čudovištem: kultura, politika, kriza i zločin, Fondacija „Stanislav Vinaver” – Dan Graf, Šabac – Beograd 2019.

Појединачна издања
- Драган Алексић: Дада танк, Нолит, Београд 1978.
- Станислав Винавер: Иза Цветкове меане: песме, Нолит, Београд 1978.
- Станислав Винавер: Громобран свемира, „Филип Вишњић”, Београд 1985.
- Тодор Манојловић: Основе и развој модерне поезије, „Филип Вишњић”, Београд 1987.
- Тодор Манојловић: Основе и развој модерне поезије, Градска народна библиотека „Жарко Зрењанин”, Зрењанин 1998.
- Милош Црњански: Лирика Итаке & коментари, Светови, Нови Сад 1993.
- Владан Стојановић Зоровавељ: Низ ветар: приче и сонети, Време књиге, Београд 1994.
- МИД [Мита Димитријевић]: Трговинска преписка о валутном питању, Откровење, Београд 1996.
- МИД [Мита Димитријевић]: Метафизика ничега, Откровење, Београд 1996.
- Адријан Мaрино: Poetika avangarde: avangardne estetske tendencije: Narodna knjiga – Alfa, Beograd 1998.
- Растко Петровић: Младићство народнога генија, Народна књига – Алфа, Београд 1999.
- Станислав Винавер: Беч: стаклена башта на Дунаву, Народна књига – Алфа, Београд 1999.
- Милош Црњански: Београд, с француског превела Мира Вуковић, Народна књига – Алфа, Београд 1999.
- Момчило Т. Селесковић: Есеј о методи изучавања књижевности: и друге расправе, Народна књига – Алфа, Београд 1999.
- Милош Црњански: Где живи најсрећнија жена Југославије, Народна књига – Алфа, Београд 2000.
- Раде Драинац: Пламен у пустињи & писма љубави, Народна књига – Алфа, Београд 2000.
- Станислав Краков: За част отаџбине: сценарио за филм; Пожар на Балкану листа натписа за историјско-документарни филм, Народна књига – Алфа, Београд 2000.
- Станислав Винавер: Проблеми нове естетике: Бергсоново учење о  ритму: на Бергсоновом часу, Народна књига – Алфа, Београд 2002.
- Станислав Винавер: Priče koje su izgubile ravnotežu, Rad,  Београд 2002.
- Славко Луковић: Пустопољске баладе, Народна књига – Алфа, Београд 2003.
- Јан Вјежбицки: „Разговор о књижевности” као категорија рецепције и питања књижевноисторијског процеса, Народна књига – Алфа, Београд 2003.
- Григорије Божовић: Косовска прича, Политика – Народна књига, Београд 2005.
- Станислав Винавер: Одбрана песничког модернизма, Центар за културу, Пожаревац 2006.
- Светислав Стефановић: На раскрсници: есеји, критике и полемике о модерној српској књижевности, Матица српска, Нови Сад 2005.
- Светислав Стефановић: Мирис памтивека: О Лази Костићу, Матица српска, Нови Сад 2005.
- Зоран Ђинђић: Србија – нови почетак, Демократска странка – Истраживачко-издавачки центар, Београд 2007.
- Петер Ловшин и Грегор Томц: Pankrti, preveli Vojislav Despotov, Miljenka Vitezović, Službeni glasnik, Београд 2008.
- Стеван Луковић: Јесења кишна песма, Службени гласник – Градска библиотека „Владислав Петковић Дис”, Београд – Чачак 2011.
- Александар Флакер: Period, stil, žanr: književnoteorijski pojmovnik, Службени гласник, Beograd 2011.
- Станислав Винавер: Изабрана дела, Издавачка књижарница Зорана Стојановића, Сремски Карловци – Нови Сад 2019.
- Радомир Константиновић: Винаверова минђуша, Фондација „Станислав Винавер”, Шабац 2020.
- Станислав Краков: Кроз земљу наших краљева и царева, Службени гласник – Универзитетска библиотека „Светозар Марковић”, Београд 2020.
- Станислав Краков: Чар Синтре: путовања по Европи и Средоземном мору, Службени гласник – Универзитетска библиотека „Светозар Марковић”, Београд 2020.
- Станислав Краков: Црвени Пјеро и друге прозе, Службени гласник – Универзитетска библиотека „Светозар Марковић”, Београд 2021.